# 卢炳俊
卢炳俊（1979年9月29日—），出生于韩国蔚山广域市，足球运动员，现效力于K联赛球队浦项制铁。

## 俱乐部生涯
卢炳俊大学毕业后曾经在全南天龙效力四个赛季，2006年加盟奥地利球队格拉茨AK，联赛中为球队出场8次，打进3球。2008年回到韩国加盟浦项制铁。

## 荣誉
- 浦项制铁
  - 亚足联冠军联赛冠军：2009
  - 韩国足协杯冠军：2008
  - 韩国联赛杯冠军：2009